# Leptotarsus (Longurio) minimus
Leptotarsus (Longurio) minimus is een tweevleugelige uit de familie langpootmuggen (Tipulidae). De soort komt voor in het Nearctisch gebied.